# Болу-ді-ролу
Болу-ді-ролу (порт. Bolo de rolo) — традиційний бразильський десерт, родом з північного прибережного штату Пернамбуку. Є рід кондитерського рулету, зробленого з дуже тонкого тіста з начинкою з мармеладу з гуави — гойябади. Десерт виник у ті часи, коли португальці, освоюючи Бразилію, шукали місцеву заміну звичним продуктам, які їм тепер доводилося везти здалеку. Замість традиційного для Португалії айвового мармеладу, вони почали варити мармелад із гуави, використовуючи дешевий і доступний тростинний цукор, плантації якого були засновані тут же, причому такими плантаціями особливо славився саме Пернамбуку. Замість португальського десертного рулету «Постіль Нареченої» (порт. Colchão de noiva з начинкою з горіхів, тут почали виготовляти рулет, начинений місцевим мармеладом.
Тонке тісто вимагає, щоб рулет складався з безлічі шарів. Зверху його для краси посипають цукром.
У сучасній Бразилії рулет болу-ді-ролу був офіційно визнаний нематеріальною культурною спадщиною штату Пернамбуку. Жителі штату та його столиці, міста Ресіфі, сьогодні готують рулети болу-ді-ролу не лише у традиційній, а й у сучасних версіях — з іншими начинками та різними прикрасами. У результаті, сучасний болу-ді-ролу може відрізнятися від звичного нам кондитерського рулету лише тонким тестом і значною кількістю шарів.